# Cheek by Jowl
Cheek by Jowl est la compagnie internationale de théâtre de Declan Donnellan et de Nick Ormerod fondée en 1981. 

## Description
Depuis sa création, la compagnie a joué dans plus de 400 villes et 40 pays dans le monde entier, présentant un répertoire de pièces classiques et modernes en anglais, français et russe. La compagnie est associée artistique du Barbican Centre de Londres, où elle est basée.  
Declan Donnellan est metteur en scène et Nick Ormerod scénographe de la compagnie, dont ils sont co-directeurs artistiques.
Cheek by Jowl place le travail de l’acteur au centre de son approche. Certains des principes qui guident le travail de Cheek by Jowl, sont exposés dans le livre écrit par Donnellan L’Acteur et la Cible, publié en russe en 2000 et depuis traduit en 15 langues.
À l'occasion de l'anniversaire de la reine Élisabeth II en 2017, Declan Donnellan et Nick Ormerod sont nommés officiers de l'Ordre de l'Empire britannique pour leur contribution au théâtre et à la scénographie.
La compagnie a reçu de nombreuses distinctions à l'étranger et au Royaume-Uni, notamment plusieurs Laurence Olivier Awards.

## Cheek by Jowl en France
Cheek by Jowl a présenté au Royaume-Uni la première en langue anglaise de dix grands classiques européens, dont Andromaque de Racine en 1984 et Le Cid de Corneille en 1986, plus de 300 ans après qu’ils aient été écrits.
En 1995, Peter Brook programme Comme il vous plaira aux Bouffes-du-Nord à Paris et en 2007 il propose à Donnellan et Ormerod de former un groupe d’acteurs français. Le résultat fut le spectacle Andromaque de Racine joué en français qui, après une première aux Bouffes-du-Nord, tournera en France et en Europe. En 2013, Cheek by Jowl a ensuite monté Ubu roi d'Alfred Jarry avec cette même troupe d’acteurs. Le spectacle a été largement présenté en Europe ainsi qu’aux États-Unis et au Mexique. Il a également été invité à la Biennale de Venise pour jouer à la Fenice en 2013. En 2018, la collaboration se poursuit avec la création de Périclès, prince de Tyr. C’est la première production d’une pièce de Shakespeare en langue française par Cheek by Jowl.

## Cheek by Jowl en Russie
Au cours des années 1990 la compagnie resserre ses liens avec la Russie. Cheek by Jowl est régulièrement invitée à Moscou par Le Chekhov International Theatre Festival. Cette relation s’intensifie en 1999 lorsque la Confédération du théâtre russe, sous la direction de Valery Shadrin, commissionne Donnellan et Ormerod pour former une troupe d’acteurs russes à Moscou. La compagnie joue en Russie et à l’international, son répertoire comprend Boris Godounov de Pouchkine, Les Trois Sœurs de Tchekhov, La Nuit des rois, La Tempête et Mesure pour mesure de Shakespeare.

## Spectacles
- 1981 : The Country Wife de William Wycherley, Festival d'Édimbourg
- 1982 : Othello de William Shakespeare
- 1983 : Vanity Fair de William Makepeace Thackeray, Almagro, Valladolid, Jérusalem
- 1984 : Pericles, prince de Tyr de William Shakespeare, Donmar Warehouse
- 1985 : Andromaque de Racine
- 1985 : Le Songe d’une nuit d’été de William Shakespeare
- 1985 : L'Homme à la mode de George Etherege
- 1986 : La Nuit des rois de William Shakespeare
- 1986 : Le Cid de Corneille
- 1987 : Macbeth de William Shakespeare
- 1988 : Tableau de famille d’Alexandre Ostrovsky
- 1988 : Philoctète de Sophocle
- 1988 : La Tempête de William Shakespeare
- 1989 : Le Médecin de son bonheur de Pedro Calderón
- 1989 : Lady Betty de Declan Donnellan
- 1990 : Sara de Gotthold Ephraim Lessing
- 1990 : Hamlet de William Shakespeare
- 1991 : Comme il vous plaira de William Shakespeare
- 1993 : The Blind Men de Michel de Ghelderode
- 1993 : On ne badine pas avec l'amour d'Alfred de Musset
- 1994 : Mesure pour mesure de William Shakespeare, Théâtre d'art de Moscou
- 1994 : Comme il vous plaira de William Shakespeare, Théâtre d'art de Moscou
- 1995 : La Duchesse d'Amalfi de John Webster
- 1997 : Out Cry de Tennessee Williams
- 1998 : Beaucoup de bruit pour rien de William Shakespeare
- 2002 : Homebody/Kabul de Tony Kushner, New York Theatre Workshop, Youg Vic à Londres, Barcelone
- 2004 : Othello de William Shakespeare, Théâtre du Nord, Odéon-Théâtre de l'Europe Ateliers Berthier
- 2004 : La Nuit des rois de William Shakespeare – création aux Gémeaux
- 2005 : Les Trois Sœurs d’Anton Tchekhov – création aux Gémeaux
- 2006 : The Changeling de Thomas Middleton et William Rowley – création aux Gémeaux, Théâtre de la Manufacture
- 2007 : Cymbeline de William Shakespeare – accueilli aux Gémeaux
- 2008 : Troïlus et Cressida de William Shakespeare – création aux Gémeaux, Comédie de Reims, Théâtre des Célestins
- 2007 : Andromaque de Racine, Théâtre du Nord, TNBA, Comédie de Reims, Théâtre des Bouffes du Nord, La Criée, MC2, Les Gémeaux, Théâtre national de Strasbourg
- 2009 : Macbeth de William Shakespeare, Théâtre royal de Namur, Les Gémeaux, Théâtre des Célestins, Théâtre du Nord
- 2010 : La Tempête de William Shakespeare, Chekhov International Theatre Festival de Moscou, Les Gémeaux
- 2011 : Dommage qu'elle soit une putain de John Ford, Les Gémeaux, Barbican, Londres, Sydney festival
- 2013 : Ubu roi d'Alfred Jarry
- 2013 : Mesure pour mesure de William Shakespeare
- 2016 : Le Conte d'hiver de William Shakespeare
- 2018 : Périclès, prince de Tyr de William Shakespeare et George Wilkins